# Sylvie Vartan
Sylvie George Vartan (Iskrec, 15 agosto 1944) è una cantante francese di origine armena e bulgara.

## Biografia
Nata in Bulgaria (a Iskrec, un villaggio nel comune di Svoge, nella provincia di Sofia, nella Bulgaria occidentale) da Georges Vartanian, bulgaro di origine armena, e da Ilona Mayer (1914-2007), figlia di Rudolf Mayer, un architetto ungherese. Dopo l'occupazione sovietica la loro casa venne nazionalizzata e la famiglia si trasferì a Sofia, per poi decidere di emigrare a Parigi nel 1952, dove Sylvie imparò il francese e, grazie all'influenza del fratello Eddie, produttore musicale, si appassionò alla musica.

### Carriera

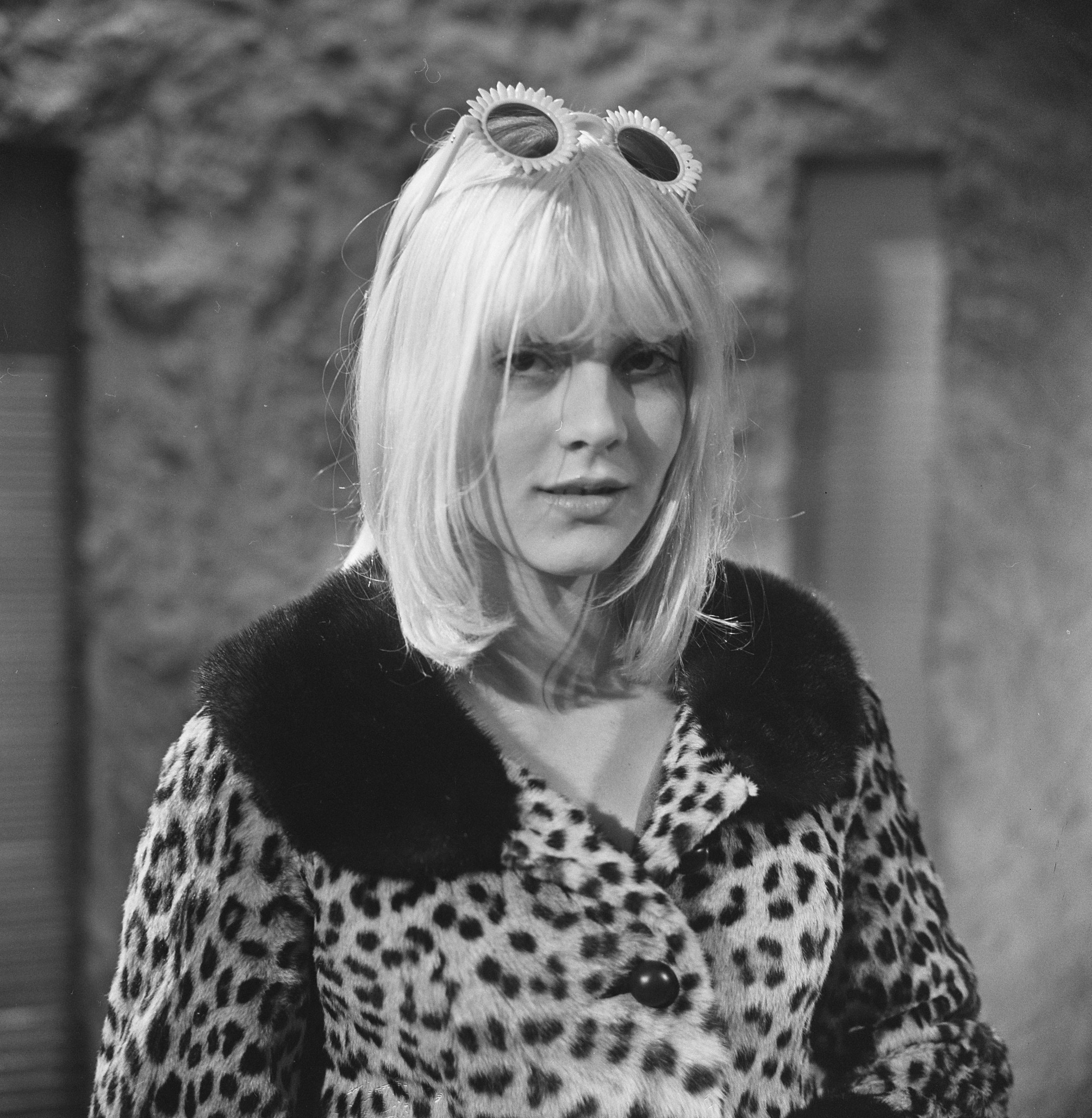
Sylvie Vartan nel 1966

Nel 1961 Eddie le offrì di cantare la canzone Panne d'essence con il rocker Frankie Jordan, che la portò anche a un'apparizione televisiva in cui un giornalista la soprannominò "la liceale del twist", poi tradotto per il lancio inglese in "the twisting schoolgirl". Incominciò a incidere dischi per la Decca Records dal 1961, andando anche in tournée insieme a Gilbert Bécaud. Partecipò a film, posò per riviste, aprì il concerto dei Beatles a Parigi e andò in tour insieme al marito, la rockstar Johnny Hallyday.
Nel 1962 con il singolo Le Loco-Motion (cover di The Loco-Motion) arrivò prima in classifica in Francia. Nel 1963 con il singolo Watching You arrivò prima in Francia. Con Si Je Chante fu prima per due settimane, ritornando prima anche nel 1964 per cinque settimane. Nel 1964 La Plus Belle Pour Aller Danser restò prima per undici settimane.
Regina dello yéyé, negli anni '60 sbarcò anche in Italia con una cover di Zum zum zum di Mina, traducendo in italiano i propri successi con hit quali Come un ragazzo, Irresistibilmente, Una cicala canta e partecipando a show televisivi come Doppia coppia (di cui cantò la sigla Buonasera, buonasera e il tema originale Blam blam blam), Canzonissima, Punto e basta, con Gino Bramieri, fino a uno show a lei dedicato: Incontro con Sylvie Vartan.
Al culmine del successo, la sua attività artistica subì una lunga interruzione per i postumi di un grave incidente, avvenuto l'11 aprile 1968, quando la sua Ford 20 M TS OSI Coupé, sulla quale viaggiava insieme all'amica d'infanzia Mercedes Calmel verso Parigi, fu tamponata frontalmente. Il sinistro causò la morte dell'amica e gravi ferite alla Vartan.
Nel 1970 ebbe un altro grave incidente automobilistico mentre alla guida vi era il marito Johnny Hallyday; l'incidente la sfigurò e dovette subire vari interventi di chirurgia plastica facciale.

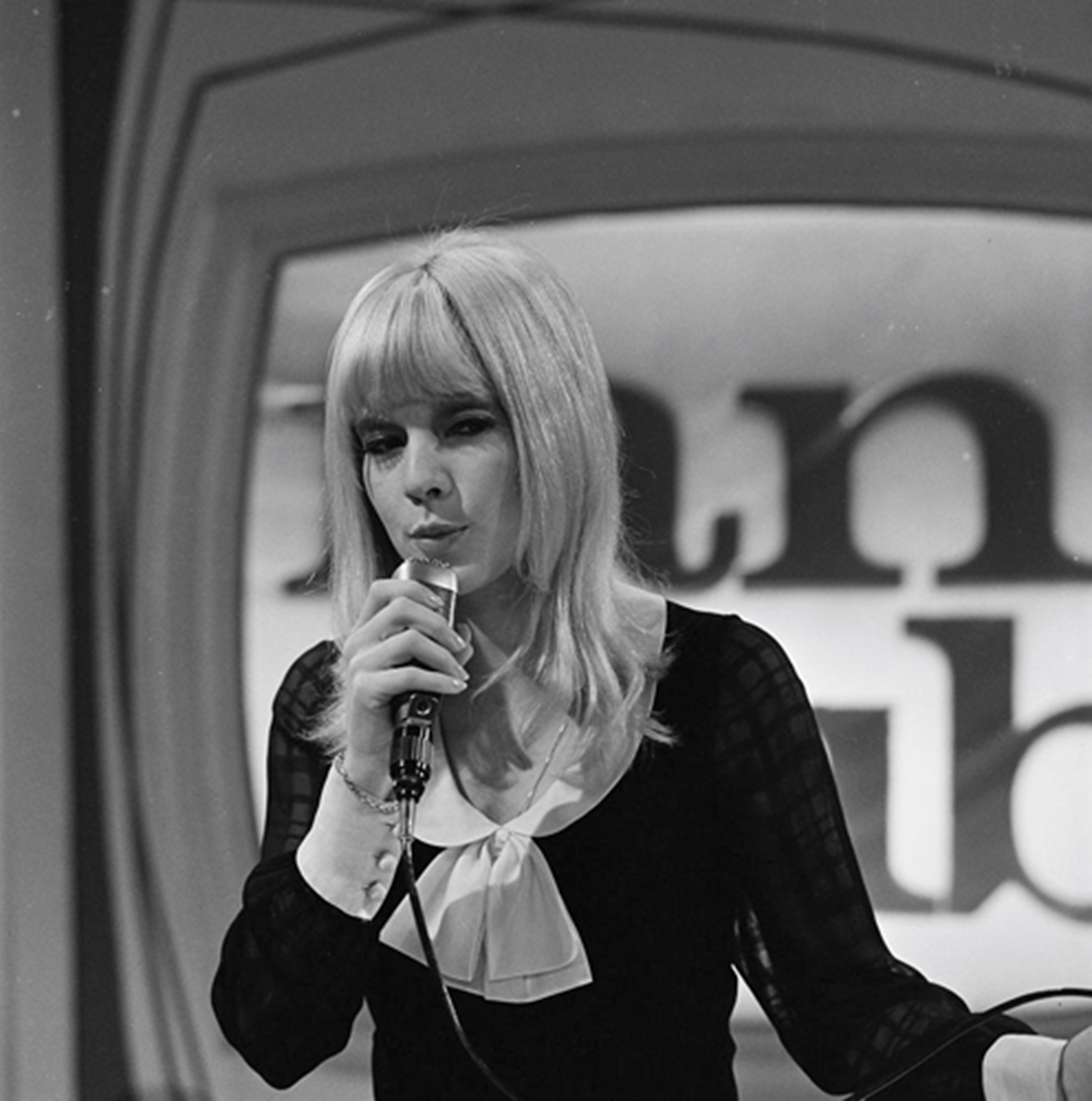
Sylvie Vartan nel 1966

Dal 1969 si orientò gradualmente verso brani più vicini alla disco music.
Nel 1973 J'ai un problème insieme a Johnny Hallyday arrivò in cima alle classifiche di vendita e fu prima per sette settimane.
Nel 2008 fu ospite di Raffaella Carrà dello show Carramba che fortuna.
Il 27 marzo 2010 allo show di Rai 1 Ti lascio una canzone, condotto da Antonella Clerici, cantò alcuni dei suoi successi, così come, sempre su Rai 1, il 17 settembre 2010 a I migliori anni di Carlo Conti.

### Reginetta dello "yéyé"
È stata la regina dello yéyé e la prima rock girl francese, prima cantante nella storia francese a cantare e ballare contemporaneamente. Nel 1982, nel concerto a Las Vegas (album In Las Vegas, incluso nel box Integrale Live) eseguì una cover del brano del 1974 di Donna Weiss e Jackie DeShannon Bette Davis Eyes, portato al successo internazionale nel 1981 da Kim Carnes.

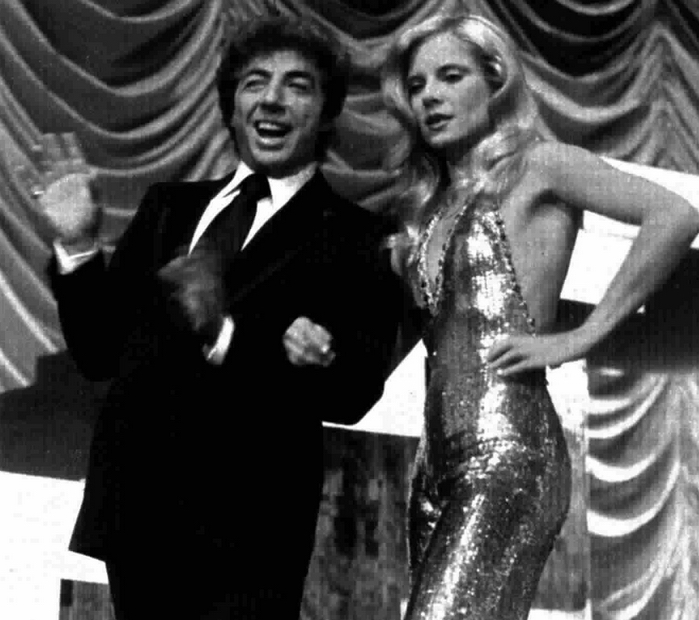
Sylvie Vartan con Gino Bramieri nel 1975

È stata molto attiva nella battaglia per la liberazione dei medici bulgari imprigionati in Libia e alla loro liberazione è andata a far loro visita, insieme al presidente della repubblica Nicolas Sarkozy.
Nel 2018 Gino Santercole, poco prima di morire, ha intitolato Amo Sylvie Vartan un brano del suo ultimo disco Non sono Celentano.

### Vita privata
Sposata dal 1965 con il cantante Johnny Hallyday, divenne madre del cantante David Hallyday. Divorziò da Johnny Hallyday nel novembre del 1980. In seguito si è sposata con Tony Scotti e ha adottato una bambina bulgara, Darina.
È la zia dell'attore Michael Vartan, figlio del fratello Eddie.

## Discografia
- 1962: Sylvie
- 1963: Twiste et chante
- 1964: A Nashville
- 1965: A gift wrapped from Paris
- 1966: Il y a deux filles en moi
- 1967: 2'35 de bonheur
- 1967: Comme un garçon
- 1968: La Maritza
- 1970: Aime-moi
- 1971: Sympathie
- 1973: J'ai un problème
- 1974: Je chante pour Swanee
- 1974: Sylvie Vartan
- 1974: Shang shang a lang
- 1975: Show Sylvie Vartan
- 1976: Qu'est-ce qui fait pleurer les blondes?
- 1976: Ta sorcière bien aimée
- 1977: Georges
- 1977: Dancing Star
- 1978: Fantaisie
- 1979: I Don't Want the Night to End
- 1979: Déraisonnable
- 1979: Émilie Jolie (partecipazione)
- 1980: Bienvenue solitude
- 1981: Ça va mal
- 1982: De choses et d'autres
- 1983: Danse ta vie
- 1984: Des heures de désir
- 1985: Made in USA
- 1986: Virage
- 1989: Confidanses
- 1992: Vent d'Ouest
- 1994: Sessions acoustiques
- 1996: Toutes les femmes ont un secret
- 1997: Sylvie Vartan chante pour les enfants volume 1
- 1998: Sensible
- 1998: Sylvie Vartan chante pour les enfants volume 2
- 1999: Irrésistiblement Sylvie
- 2004: Sylvie
- 2007: Nouvelle Vague
- 2009: Toutes peines confondues
- 2010: Soleil bleu
- 2013: Sylvie in Nashville
- 2015: Une vie en musique

## Filmografia
- Pod igoto, regia di Dako Dakovski (1952)
- Un clair de lune à Maubeuge, regia di Jean Chérasse (1962)
- Da dove vieni cow boy? (D'où viens-tu... Johnny?), regia di Noël Howard (1963)
- Sciarada alla francese (Cherchez l'idole), regia di Michel Boisrond (1964)
- L'amico di famiglia (Patate), regia di Robert Thomas (1964)
- Les Poneyttes, regia di Joël Lemoigne (1967)
- Malpertuis, regia di Harry Kümel (1971)
- Absences répétées, regia di Guy Gilles (1972)
- L'angelo nero (L'ange noir), regia di Jean-Claude Brisseau (1994)
- Mausolée pour une garce, regia di Arnaud Sélignac – film TV (2001)
- Benvenuti a Saint-Tropez (Des gens qui s'embrassent), regia di Danièle Thompson (2013)
- Sesso, amore e terapia (Tu veux... ou tu veux pas?),  regia di Tonie Marshall (2014)

## Programmi TV
- Spelevaren (1964)

### Carosello
Sylvie Vartan ha partecipato a due serie della rubrica pubblicitaria televisiva Carosello pubblicizzando nel 1964 il gelato Concertino della Tanara insieme a Edoardo Vianello, Little Tony, Marie Laforêt, Gene Pitney, Fred Bongusto e Pino Donaggio e nel 1967 e 1968 il liquore Strega della Alberti di Benevento